# Friedhof Petrašiūnai

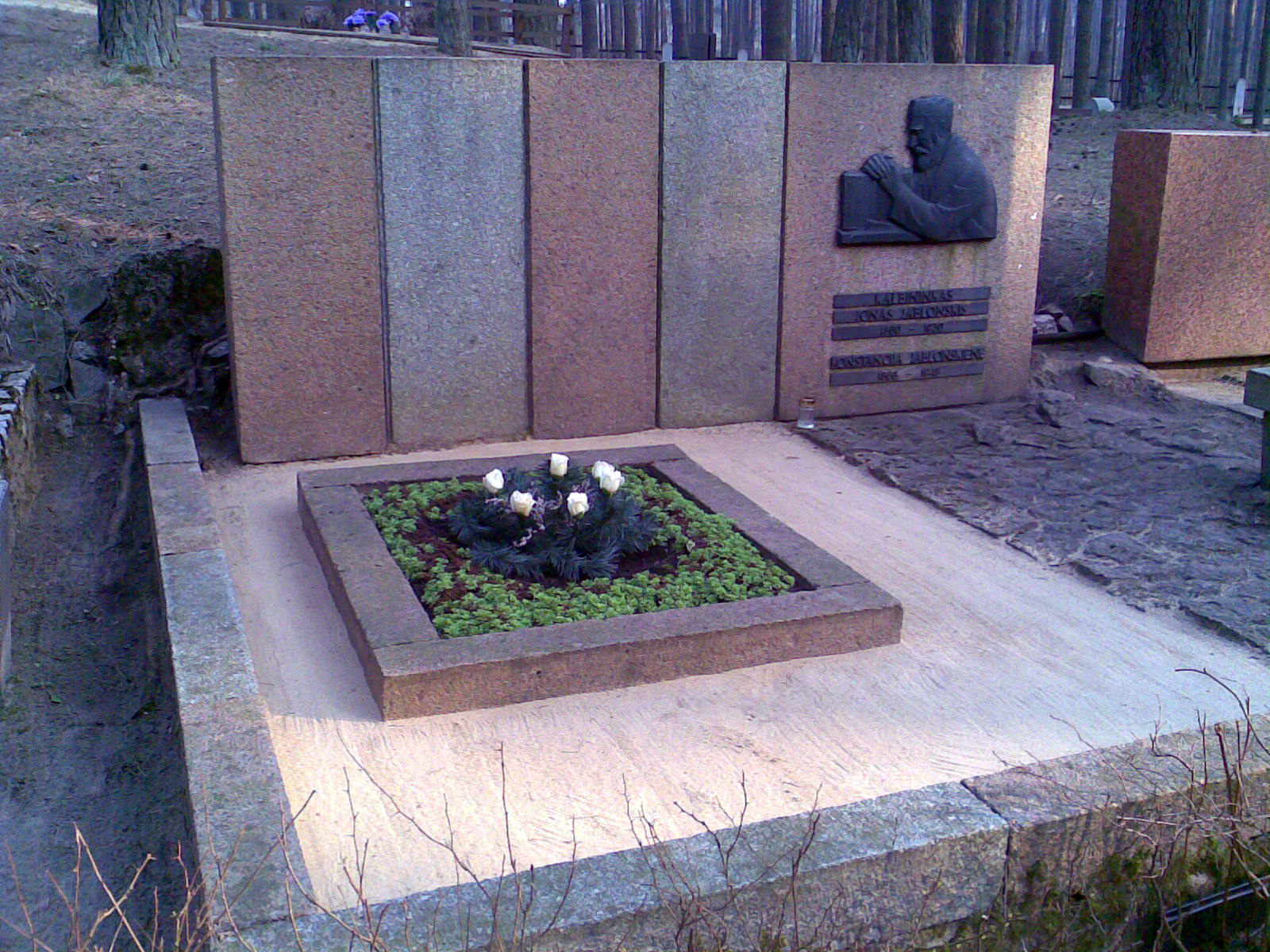
Grab des Sprachwissenschaftlers Jonas Jablonskis (1860–1930)

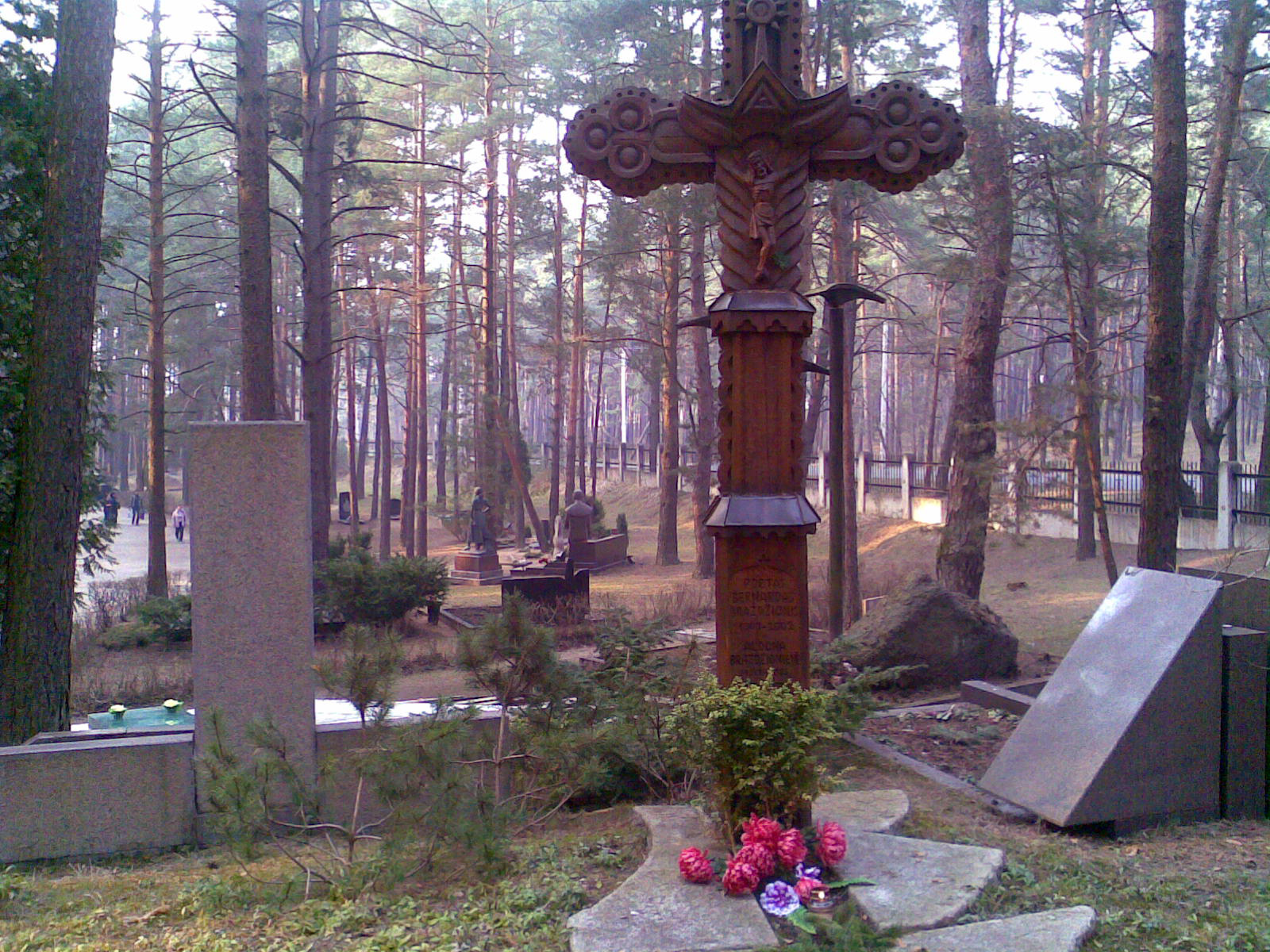
Grab des Dichters Bernardas Brazdžionis

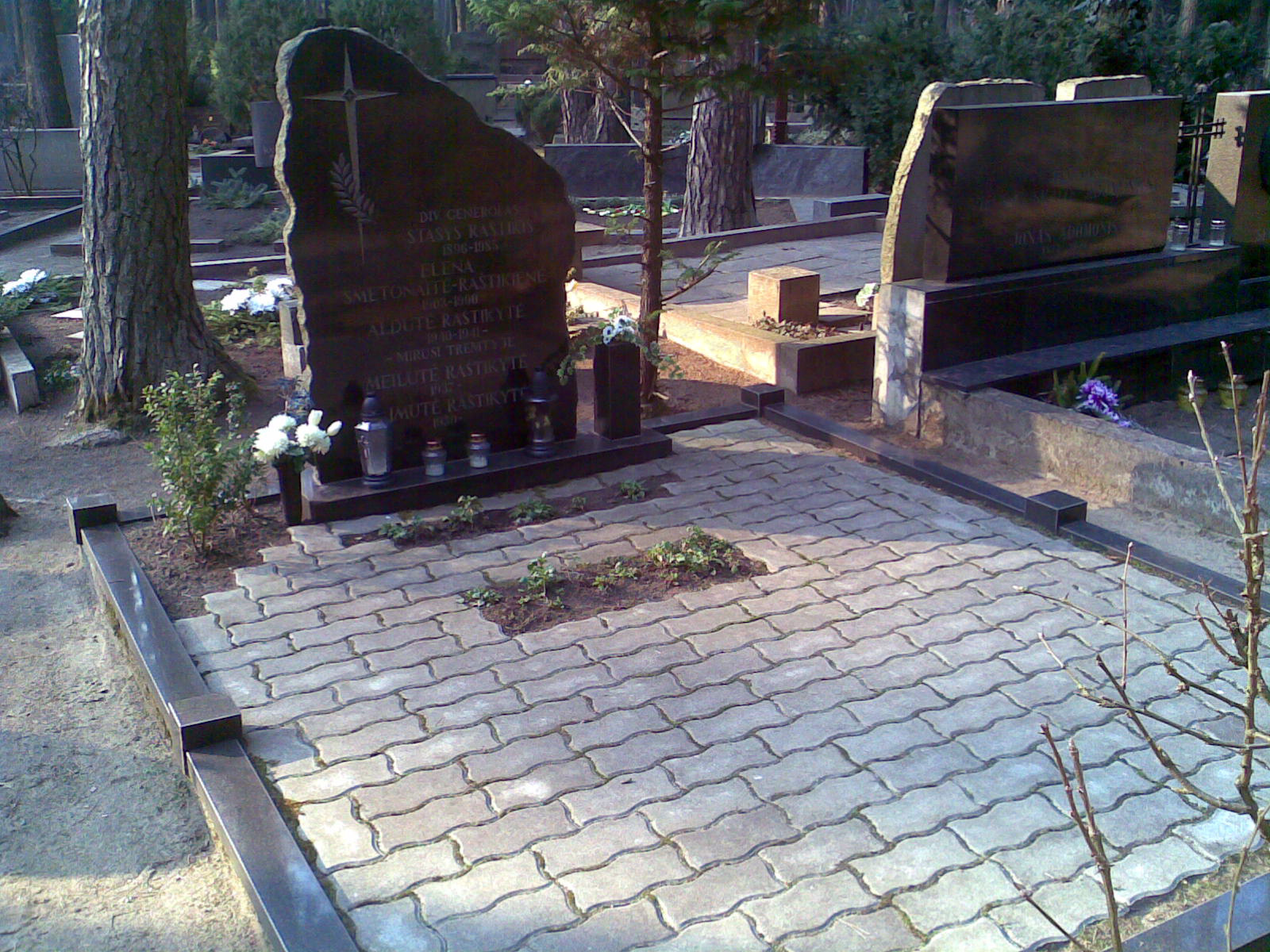
Grab des Generals Stasys Raštikis

Der Friedhof Petrašiūnai (lit. Petrašiūnų kapinės) befindet sich in der zweitgrößten litauischen Stadt Kaunas, im Osten des Stadtteils Petrašiūnai. Die Fläche beträgt neun Hektar, Radialplanung. Nordöstlich und östlich des Friedhofs befindet sich die Marija-Gimbutienė-Straße, südlich ein Kiefernwald. Viele Denkmäler sind als Kunstdenkmäler anerkannt.

## Geschichte
Der Friedhof wurde etwa 1939–1940 errichtet und 1941 eingeweiht. Von 1955 bis 1961 wurde er nach Osten und nach Süden erweitert.

## Gräber
Im Friedhof sind diese Personen bestattet:
| - Juozas Akelaitis - Rostislavas Andrejevas - Robertas Antinis - Petras Avižonis (1875–1939), Augenarzt - Kipras Bielinis - Petras Babickas - Kazimieras Baršauskas - Rostislavas Baublys - Jonas Bielionis - Juozas Bieliūnas - Feliksas Bielinskis - Kazys Binkis - Leonas Bistras - Juozas Blužas - Bernardas Brazdžionis, Dichter - Jonas Bulavas - Balys Buračas - Liudvikas Butkevičius - Algimantas Butnorius, Schachspieler - Kazimieras Būga - Pranas Čepėnas - Vincas Čepinskis - Sofija Kymantaitė-Čiurlionienė - Juozas Dambrauskas - Liudas Dambrauskas - Juozas Damijonaitis - Adolfas Damušis - Pranas Daunys - Jurgis Dobkevičius - Vladimiras Dubeneckis - Klaudsij Dusch-Duscheuski | - Antanas Gabrėnas - Paulius Galaunė - Kęstutis Genys - Marija Gimbutienė - Konstantinas Glinskis - Antanas Gravrogkas - Kazimieras Grybauskas - Alina Grinienė - Jonas Grinius - Juozas Gruodis - Juozas Grušas - Juozas Indra - Jonas Jablonskis - Augustinas Janulaitis - Zigmas Januškevičius - Kazimieras Jaunius - Pranas Jodelė - Ignas Jonynas - Steponas Kairys - Petras Kalpokas - Jurgis Karnavičius - Antanas Karoblis (1940–2007), Politiker - Marcė Katiliūtė - Leonas Kaulakis - Leonardas Kazokas - Petras Klimas - Antanas Kriščiukaitis - Viktoras Kuprevičius - Vytautas Landsbergis-Žemkalnis - Marija Lastauskienė-Lazdynų Pelėda - Stasys Lozoraitis (1924) | - Algimantas Masiulis - Titas Masiulis - Pranas Mašiotas, Schriftsteller - Pranas Mažylis - Antanas Merkys - Vaclovas Miknevičius - Ričardas Mikutavičius, kath. Priester - Vincas Natkevičius - Juozas Naujalis - Salomėja Nėris (1904–1945), Dichterin - Vytautas Paliūnas (1930–2005), Ingenieur und Politiker - Algirdas Patackas (1943–2015), Politiker - Mikas Petrauskas - Antanas Purėnas (1881–1962), Chemiker - Stasys Raštikis, General - Petras Rimša - Antanas Samuolis - Stasė Samulevičienė - Raimundas Samulevičius - Česlovas Sasnauskas - Alfonsas Sklėrius - Kajetonas Sklėrius - Mykolas Songaila - Jonas Staugaitis (1868–1952), Präsident Litauens - Vytautas Steponaitis - Stasys Šimkus - Kazys Šimonis - Kazys Škirpa - Ričardas Tamulis (1938–2008), Boxer - Mečislovas Treinys (1941–2008), Politiker - Leonas Ulevičius - Juozas Urbšys, Außenminister - Juozas Zikaras - Mykolas Žilinskas - Antanas Žmuidzinavičius |